# St. Marien (Tegkwitz)

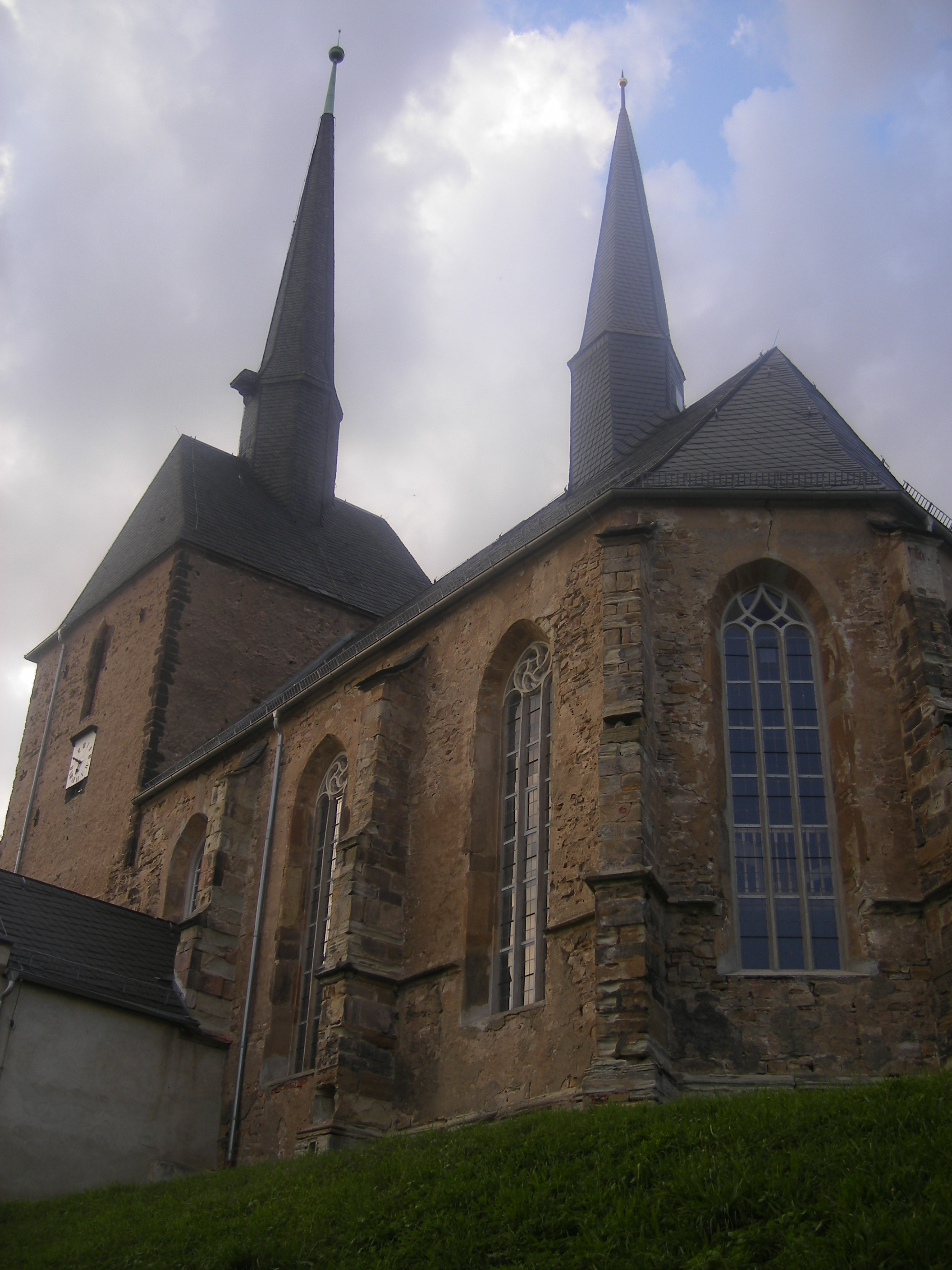
St. Marien in Tegkwitz

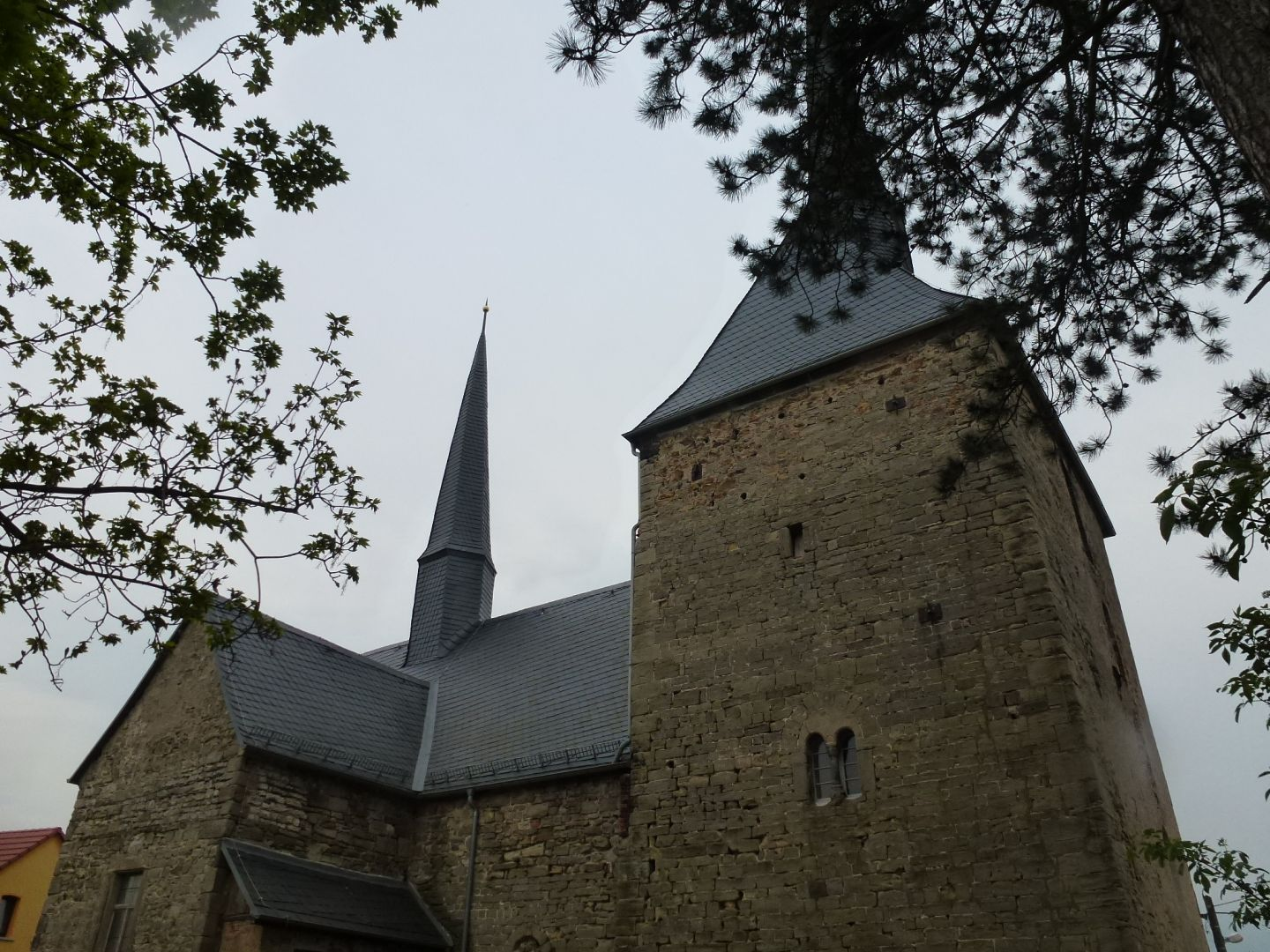
Turmnordseite mit Biforium

Die evangelisch-lutherische Dorfkirche St. Marien steht im Zentrum des Ortsteils Tegkwitz der Gemeinde Starkenberg im Landkreis Altenburger Land in Thüringen.

## Geschichte
Die Kirche in Tegkwitz wurde 1228 erstmals erwähnt. Das Gotteshaus besitzt ein wundertätiges Marienbild. Deshalb weilten viele Wallfahrer hier. Daher bekam 1469 die Kirchengemeinde einen päpstlichen Ablassbrief, der 1471 vom Bischof Heinrich II. von Stammer aus Naumburg bestätigt worden ist.
Von 1484 bis 1488 wurde der teilweise eingestürzte Westturm wiederhergestellt und mit einem Dachreiter versehen. Das Kirchenschiff wurde 1518 bis 1521 unter Einbeziehung älterer Bauteile neu erbaut. Der Kirchturm steht im Westen und ist durch einen Bogen mit dem Kirchenschiff verbunden. Der leicht erhöhte Chor schließt dreiseitig ab und ist mit einem Dachreiter bekrönt.
Im 18. Jahrhundert wurde die Kirche umgestaltet und in den Jahren 1866 und 1936 instand gesetzt. Seit 1971 war die Kirche wegen Baufälligkeit ungenutzt.

## Architektur
Teile des Westturms und der nördlichen Langhauswand sind in sorgfältigem Quadermauerwerk ausgeführt und stammen von einem Vorgängerbau, der vermutlich in der zweiten Hälfte des 12. Jahrhunderts durch Steinmetzen des Benediktinerklosters Posa bei Zeitz entstanden war. Ein vermauertes Rundbogenfenster ist wie das an der Turmnordwand erhaltene Säulenbiforium sehr fein ausgeführt; das letztere erinnert an ein in Posa erhaltenes Biforium.
An den spätgotischen Teilen der Kirche sind ebenfalls qualitätsvoll gestaltete Details erhalten. Ein Kaffgesims mit Profilüberschneidungen an den Ecken der Strebepfeiler umläuft das Bauwerk. An einem Strebepfeiler der Südseite ist eine Nische mit stark verwitterter Stabwerksrahmung und den Resten einer früheren Verriegelungsmöglichkeit erhalten. Dreibahnige spitzbogige Fenster sind mit restauriertem Maßwerk versehen. An der Nordseite befindet sich ein zweigeschossiger Anbau aus der Bauzeit der Ostteile mit einer kreuzrippengewölbten Sakristei im Erdgeschoss und einer Patronatsloge im Obergeschoss.
Das Innere ist mit einer Flachdecke abgeschlossen und wird von einer im Westen zweigeschossigen Empore eingefasst. Auf der Ostempore befand sich einst die Orgel und davor ein Kanzelaltar von 1708. Der Altar zeigt einen polygonalen Kanzelkorb mit Ecksäulen, flachen Muschelnischen und Konsolen für sechs Skulpturen, die Allegorien christlicher Tugenden darstellen, von diesen sind nur noch fünf erhalten. Am Schalldeckel befanden sich einst sechs Engelsfiguren, von denen nur noch zwei zusammen mit dem thronenden Christus und zwei weiteren barocken Skulpturen ausgelagert erhalten sind. Eine farbige Glasscheibe mit Wappen von Anfang des 16. Jahrhunderts ist ebenfalls erhalten.

## Orgel
Die erste Orgel bekam die Kirche 1662. 1770 wurde eine neue Orgel vom Hoforgelbauer Maurer aus Altenburg erbaut. Die Orgel wurde in der DDR-Zeit verkauft und steht jetzt im Händel-Haus in Halle (Saale) (siehe Mauer-Orgel im Händel-Haus zu Halle).

## Glocken
Die drei Glocken sind aus dem Jahr 1873 und wurden in Apolda gegossen. Nur noch eine davon ist vorhanden. Die anderen wurden im Zweiten Weltkrieg geopfert.